# Concilio di Trento

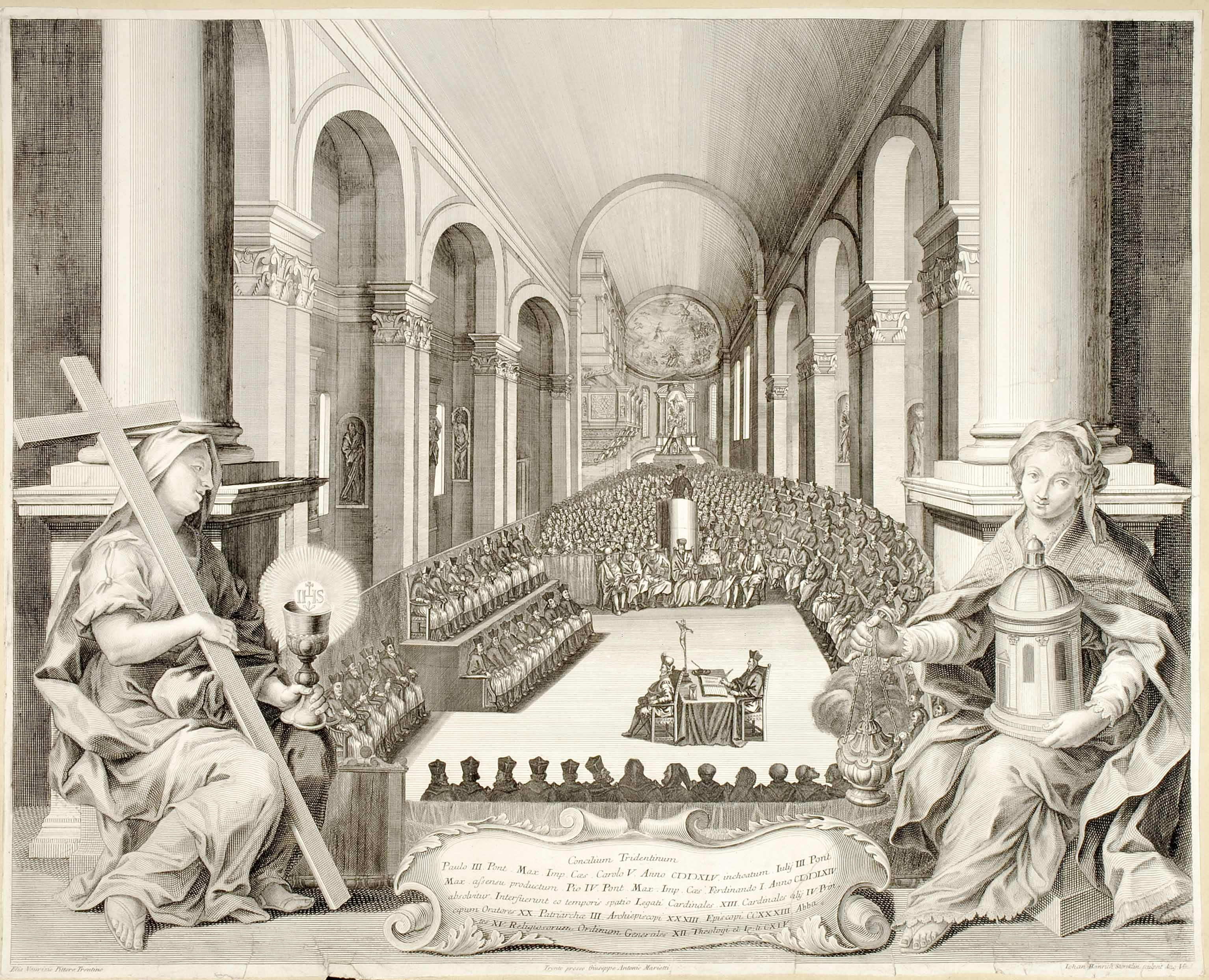
Disegno di Elia Naurizio, incisione di Johann Heinrich Störcklin, pubblicata probabilmente tra il 1828 e il 1848

Il concilio di Trento o concilio Tridentino fu il XIX concilio ecumenico della Chiesa cattolica, convocato per reagire alla diffusione della riforma protestante in Europa. L'opera svolta dalla Chiesa per porre argine al dilagare della diffusione della dottrina di Martin Lutero produsse la controriforma.
Il concilio di Trento si svolse in tre momenti separati dal 1545 al 1563 e, durante le sue sessioni, a Roma si succedettero cinque papi (Paolo III, Giulio III, Marcello II, Paolo IV e Pio IV). Produsse una serie di affermazioni a sostegno della dottrina cattolica che Lutero contestava. Con questo concilio la Chiesa cattolica rispose alle dottrine del calvinismo e del luteranesimo.
L'aggettivo tridentino viene ancora usato per definire alcuni aspetti caratteristici del cattolicesimo ereditati da questo concilio e mantenuti nei secoli successivi sino al concilio Vaticano I e II.

## Storia

### Necessità di un concilio
Esisteva l'esigenza di una riforma cattolica e tra i primi a richiedere un concilio che risolvesse le questioni aperte con il papa fu lo stesso Martin Lutero, già nel 1520. La sua richiesta incontrò subito il sostegno di numerosi tedeschi, soprattutto di Carlo V d'Asburgo, che vi vedeva un formidabile strumento non solo per la riforma della Chiesa, ma anche per accrescere il potere imperiale. Tra i primi fautori bisogna ricordare anche il vescovo di Trento Bernardo Clesio e il cardinale agostiniano Egidio da Viterbo.
A tale idea si oppose invece fermamente papa Clemente VII, che, oltre a perseguire una politica filo-francese e ostile a Carlo V, da un lato vi vedeva i rischi di una ripresa delle dottrine conciliariste, dall'altro temeva di poter essere deposto (in quanto figlio illegittimo). L'idea di un Concilio riprese quota sotto il pontificato del successore di Clemente VII, papa Paolo III.
Egli in primo luogo allargò il collegio cardinalizio, con l'inserimento di figure che, in modo diverso, erano favorevoli a una riforma cattolica (come Reginald Pole, Giovanni Gerolamo Morone o i più moderati Gasparo Contarini e Giovanni Pietro Carafa); nel 1537 convocò quindi prima a Mantova e poi l'anno successivo, nel 1538, a Vicenza un'assemblea di tutti i vescovi, abati e di numerosi principi dell'Impero, ma senza ottenere alcun effetto (a causa del conflitto tra Francesco I e Carlo V). Vi erano inoltre differenze di vedute riguardo alle motivazioni e agli scopi del concilio: se Carlo V auspicava la ricomposizione dello scisma protestante, per il papato l'obiettivo era un chiarimento in materia di dogmi e di dottrina, mentre per i riformati era l'attacco dell'autorità del papa stesso.
Il fallimento dei colloqui di Ratisbona (1541) segnò un ulteriore passo per la rottura con i protestanti e la convocazione di un concilio fu giudicata improrogabile, per cui con la bolla Initio nostri del 22 maggio 1542, Paolo III indisse il concilio per il 1º ottobre dello stesso anno (Kalendas octobris) a Trento, sede poi confermata nella bolla Etsi cunctis del 6 luglio 1543, con cui si prorogava l'inizio del concilio a dopo la cessazione delle ostilità ancora in atto. Trento era stata scelta poiché, pur essendo una città italiana, era entro i confini dell'Impero ed era retta da un principe-vescovo; fu con la pace di Crepy che Paolo III poté finalmente emanare la bolla di convocazione, la Laetare Jerusalem (novembre 1544) e il Concilio si aprì solennemente a Trento il 13 dicembre 1545, III domenica di Avvento, nella cattedrale di San Vigilio, a fare gli onori di casa il principe-vescovo Cristoforo Madruzzo.

### Prima fase del concilio

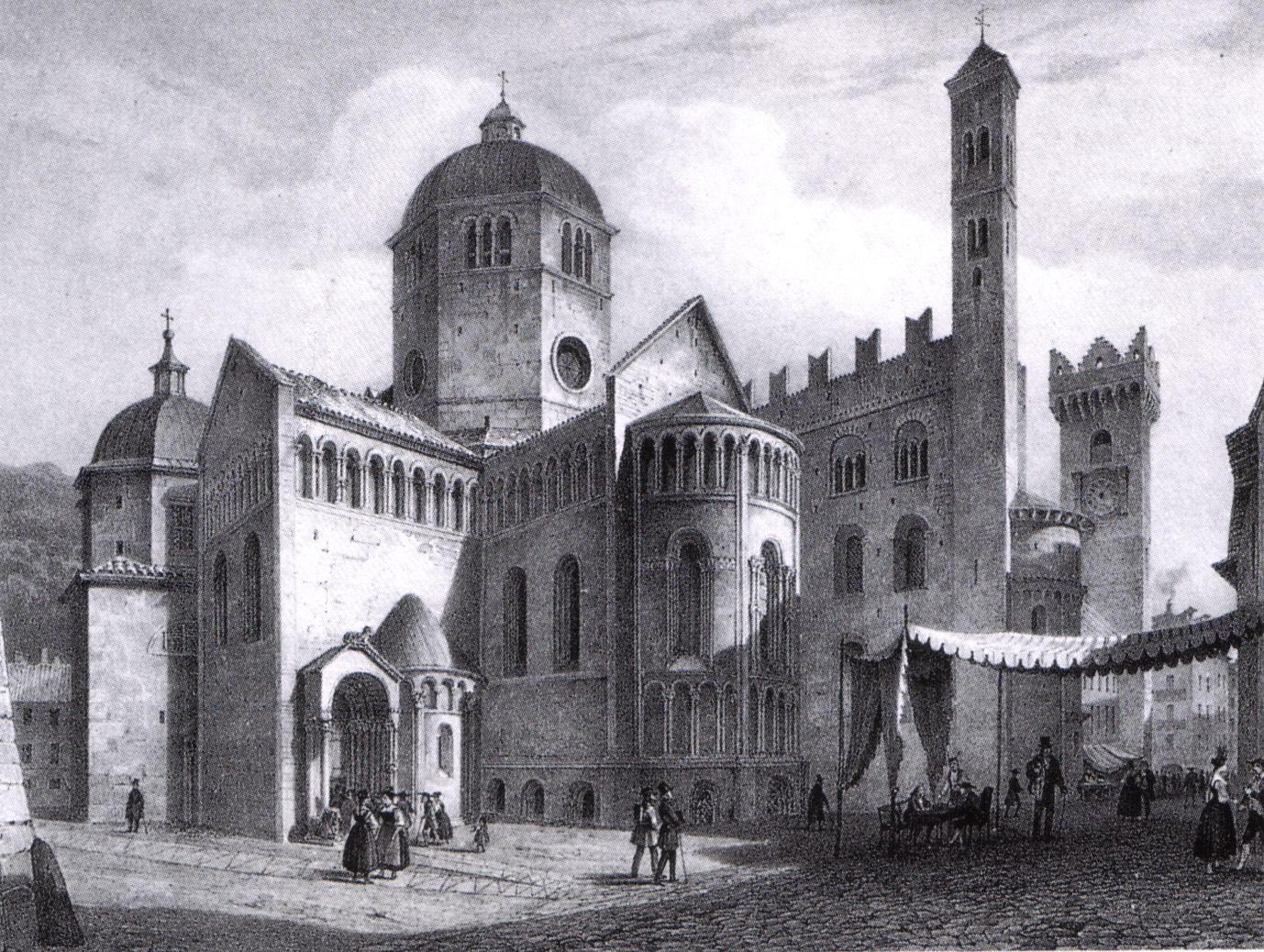
Lato orientale della cattedrale di San Vigilio a Trento in una stampa del XIX secolo, cioè di tre secoli successiva al momento del Concilio, ma sostanzialmente fedele a quella originale dell'epoca

Prima di scegliere Trento per i motivi già detti fu proposta la città di Mantova come sede, dove in effetti vi era già stato convocato una prima volta nel 1536 con la Bolla pontificia di Paolo III Ad Dominici gregis curam. Si pensò anche a Vicenza e Ferrara, poi queste proposte vennero superate. Così il concilio iniziò a Trento (dal 1545 al 1547), dove si tennero le prime otto sessioni. Dal 1º maggio 1551 al 28 aprile 1552 due sessioni si tennero a Bologna nella Basilica di San Petronio per via di alcuni casi di tifo petecchiale che si temeva fosse peste.
Nelle prime fasi furono presenti pochi prelati, quasi tutti italiani, con l'eccezione di personalità legate all'evangelismo, come il cardinale Reginald Pole, ed il controllo sui lavori fu esercitato dai delegati pontifici. Vennero inizialmente approvati i regolamenti e l'ordine di discussione degli argomenti. Si venne ad un compromesso fra le istanze imperiali e quelle papali, e i decreti di natura dogmatica vennero trattati con pari dignità di quelli riguardanti questioni disciplinari. Si riaffermò il simbolo niceno-costantinopolitano, si confermarono i canoni della Sacra Scrittura e si ribadì la loro ispirazione biblica. La Vulgata divenne testo ufficiale senza accettare la dottrina del libero esame delle Scritture (la loro interpretazione spetta solo alla Chiesa).
Si affrontò la dottrina riguardante il peccato originale (decreto del 17 giugno 1546), poi si trattò della giustificazione teologica (decreto del 13 gennaio 1547). Si affermò che il battesimo lava dal peccato ma che nel battezzato rimane una concupiscenza (causa, tentazione del peccato). Si discusse dello stato di grazia inteso come una qualità che, quando ricevuta, diviene propria dell'uomo. La persona che riceve la grazia quindi cambia realmente, sia in sé sia in un nuovo comportamento, con atti meritori che a loro volta confermano e incrementano la grazia. Gli atti sono una conseguenza della grazia, ma sono necessari, perché è comunque necessaria la volontà di abbracciare la fede.
Vennero condannate le tesi luterane sulla giustificazione: sia per quanto riguarda ciò che è necessario a conseguirla (Lutero affermava che bastava la sola fede) sia per quanto riguarda le conseguenze sul giustificato (secondo Lutero i peccati rimangono e la persona non muta ma la fede fa sì che non vengano più imputati).

Andrés de Vega, De iustificatione doctrina universa, 1572

Venne inoltre condannata la teoria calvinista della predestinazione degli Eletti e venne evidenziato il ruolo della libertà umana nella propria salvezza. Non venne trattata in modo esteso la questione dell'Immacolata concezione: il concilio si limitò a dire che le affermazioni sul peccato originale espresse negli stessi documenti non riguardavano la «beata ed immacolata vergine Maria» e che venivano soltanto riprese le indicazioni di Sisto IV (già istitutore della festa dell'Immacolata) in merito alla questione, secondo le quali non era possibile indicare come eretica né l'affermazione contraria né quella favorevole dell'Immacolata concezione di Maria, in quanto la Chiesa non aveva ancora espresso un parere definitivo.
Si stabilirono alcuni decreti di riforma, tra i quali il divieto di predicazione ai questuanti, il dovere di residenza come condizione per la rendita dei benefici ecclesiastici e l'obbligo di residenza dei vescovi nelle loro diocesi. Avveniva infatti che i benefici ecclesiastici e i vescovati venissero assegnati generalmente ai nobili, senza che a ciò corrispondesse effettivamente l'obbligo di residenza e lo svolgimento dell'incarico.
Nella VII sessione venne infine ribadita la dottrina generale dei sette sacramenti, ritenuti istituiti da Gesù Cristo ed efficaci indipendentemente dalla loro esecuzione (ex opere operato). Vennero quindi esaminati nel dettaglio i sacramenti del battesimo e della confermazione. Di rilievo la figura di Luigi Bardone, teologo pavese, che presentò i nuovi dogmi a Carlo V. I lavori vennero quindi interrotti per via dei contrasti tra Paolo III e l'imperatore Carlo V.

### Seconda fase del concilio

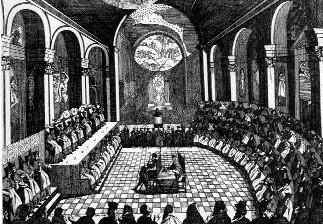
Il concilio di Trento tenutosi nella chiesa di Santa Maria Maggiore, in un'antica stampa

La morte di Paolo III e l'elezione, dopo tre mesi di conclave, di Giulio III a papa portarono nel maggio 1551 a una riapertura del concilio che vide una maggioranza di vescovi imperiali e l'astensione della Francia (i contrasti tra impero e papato non erano diminuiti). Erano presenti, per la Germania, gli arcivescovi elettori di Magonza, Treviri e Colonia. Su richiesta dell'imperatore Carlo V, dall'ottobre 1551 al marzo 1552 si presentarono anche tredici rappresentanti dei protestanti tedeschi, inviati dal principe elettore Gioacchino II di Brandeburgo, dal duca Cristoforo di Württemberg, da sei importanti città imperiali della Germania Superiore e dal principe elettore Maurizio di Sassonia.
Tuttavia le trattative con loro non approdarono a nulla, perché furono poste condizioni inaccettabili, quali la sospensione e la ridiscussione di tutti i decreti già approvati, il rinnovamento dei decreti di Costanza e Basilea sulla superiorità del concilio sul Papa, e lo scioglimento dei membri del concilio dal giuramento di obbedienza al Papa.
Vennero quindi riprese le discussioni sui sacramenti: nella XIII sessione venne ribadita la presenza reale di Cristo nell'eucaristia, la sua istituzione nell'Ultima cena e la dottrina della transustanziazione; si affermò quindi l'importanza del sacramento e vennero confermate le pratiche di culto e di adorazione ad esso collegate (come l'adorazione eucaristica e la festa del Corpus Domini). Nelle sessioni successive si riaffermò l'importanza dei sacramenti della penitenza (o confessione) e dell'unzione degli infermi, rifiutati da Lutero ma considerati dalla Chiesa cattolica istituiti direttamente da Cristo. Nell'aprile del 1552 il concilio venne di nuovo sospeso a causa delle guerre che vedevano coinvolte le truppe imperiali e i principi protestanti.

### Terza e ultima fase del concilio

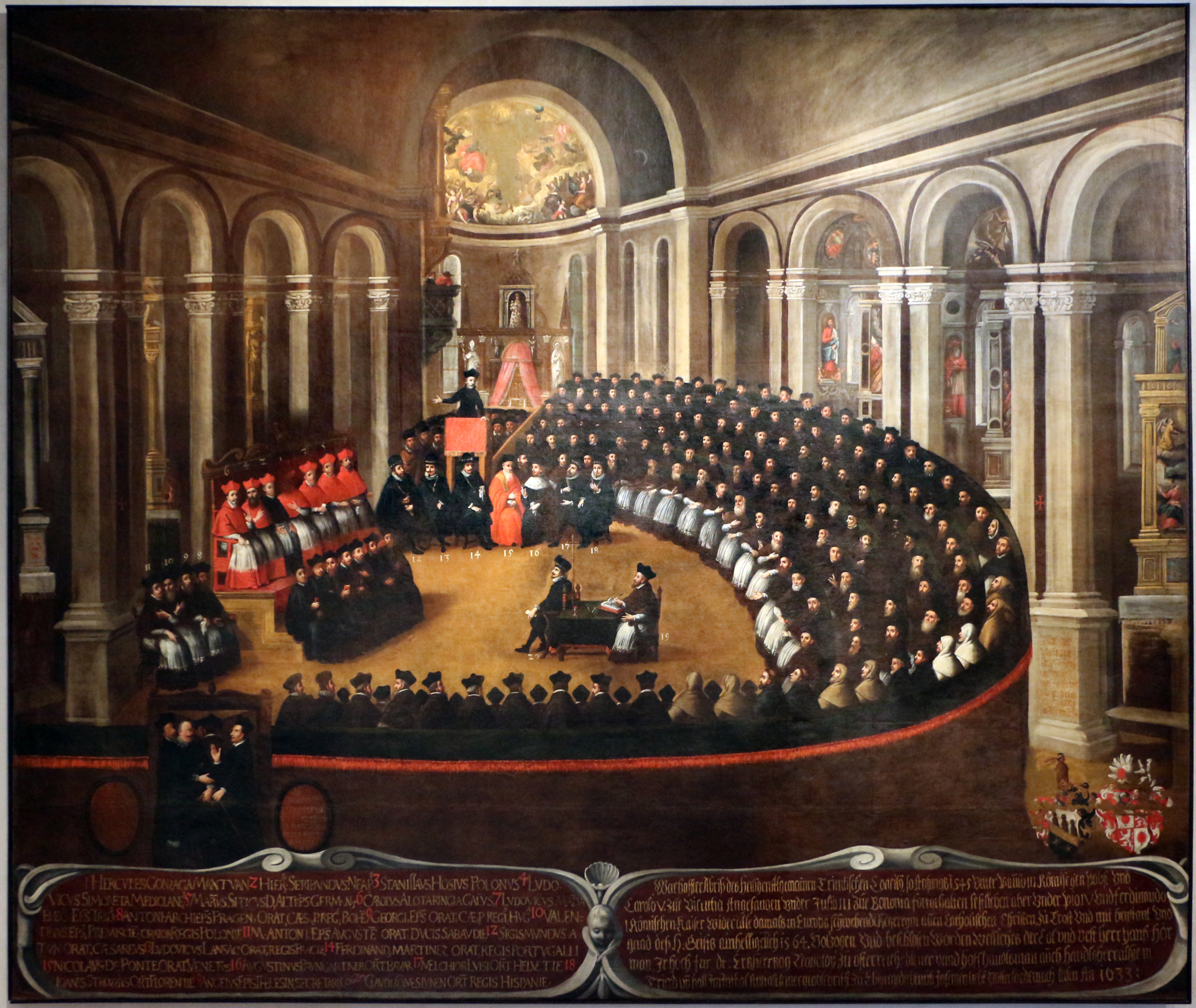
Il concilio di Trento tenutosi nella chiesa di Santa Maria Maggiore, in un dipinto di Elia Naurizio conservato presso il Museo diocesano tridentino

Alla morte di Giulio III nel 1555 si susseguirono i pontefici Marcello II (al soglio pontificio per solo 23 giorni) e Paolo IV il quale, riponendo poca fiducia nell'assise conciliare, tentò di effettuare una riforma con altri metodi, potenziando il Sant'Uffizio e pubblicando nel 1559 l'Indice dei libri proibiti (Index librorum prohibitorum), un elenco di testi la cui lettura veniva proibita ai fedeli per via di contenuti eretici o moralmente sconsigliabili.
Nel 1559 divenne quindi papa Pio IV, il quale con l'aiuto del nipote cardinale Carlo Borromeo, futuro arcivescovo di Milano, riaprì, nel 1562, i lavori conciliari. Venne affrontata la questione del sacrificio della Messa, considerato memoriale e "ripresentazione" in maniera reale dell'unico sacrificio di Gesù sulla croce, sacerdote e vittima perfetta, condannando con ciò le idee luterane e calviniste della Messa come semplice "ricordo" dell'ultima cena e del sacrificio di Cristo.
Nella XXIII sessione si riaffermò il valore del sacramento dell'ordine, considerato istituito da Gesù, e la legittimità della struttura gerarchica della Chiesa, costituita in primo luogo dal pontefice romano, successore di Pietro, e dai vescovi, successori degli apostoli. Vennero quindi approvati i decreti di riforma sulla necessaria istituzione di un seminario in ogni diocesi e sull'ammissione dei candidati al sacerdozio.
La XXIV sessione si soffermò invece sul sacramento del matrimonio, considerato indissolubile secondo l'insegnamento di Cristo, e stabilì le norme per stabilirne l'eventuale nullità; venne poi confermata e resa vincolante l'usanza del celibato ecclesiastico. Si decise inoltre che ogni parroco dovesse tenere un registro dei battesimi, delle cresime, dei matrimoni e delle sepolture. Ai vescovi fu imposto di compiere la visita pastorale nelle parrocchie della diocesi ogni anno, completandola ogni due anni.
Nella XXV e ultima sessione venne infine riaffermata la dottrina cattolica sul Purgatorio e sul culto: dei santi, delle reliquie e delle immagini sacre; venne approvata quindi la pratica delle indulgenze. Vennero infine affidate al pontefice e alla curia romana alcune questioni rimaste in sospeso per la mancanza di tempo: la revisione del breviario e del messale, del catechismo e dell'Indice dei libri proibiti. Con la bolla Benedictus Deus, emanata il 30 giugno 1564, Pio IV approvò tutti i decreti conciliari e incaricò una commissione di vigilare sulla corretta interpretazione e attuazione degli stessi.

## Organizzazione del concilio
Al Concilio di Trento (1545-1547) parteciparono circa 50-100 teologi nominati dal papa, che erano vescovi o governanti secolari. Essi consigliavano i padri conciliari su questioni teologiche. Al di fuori della congregazione generale, riservata ai padri conciliari e nella quale si svolgevano le votazioni, si svolgevano anche discussioni e dibattiti condotti dai teologi. Lo storico della Chiesa Klaus Schatz S.I. ha affermato: "In effetti, hanno dato un contributo davvero decisivo alla chiarificazione teologica delle questioni e all'elaborazione dei testi."

## Opera del concilio

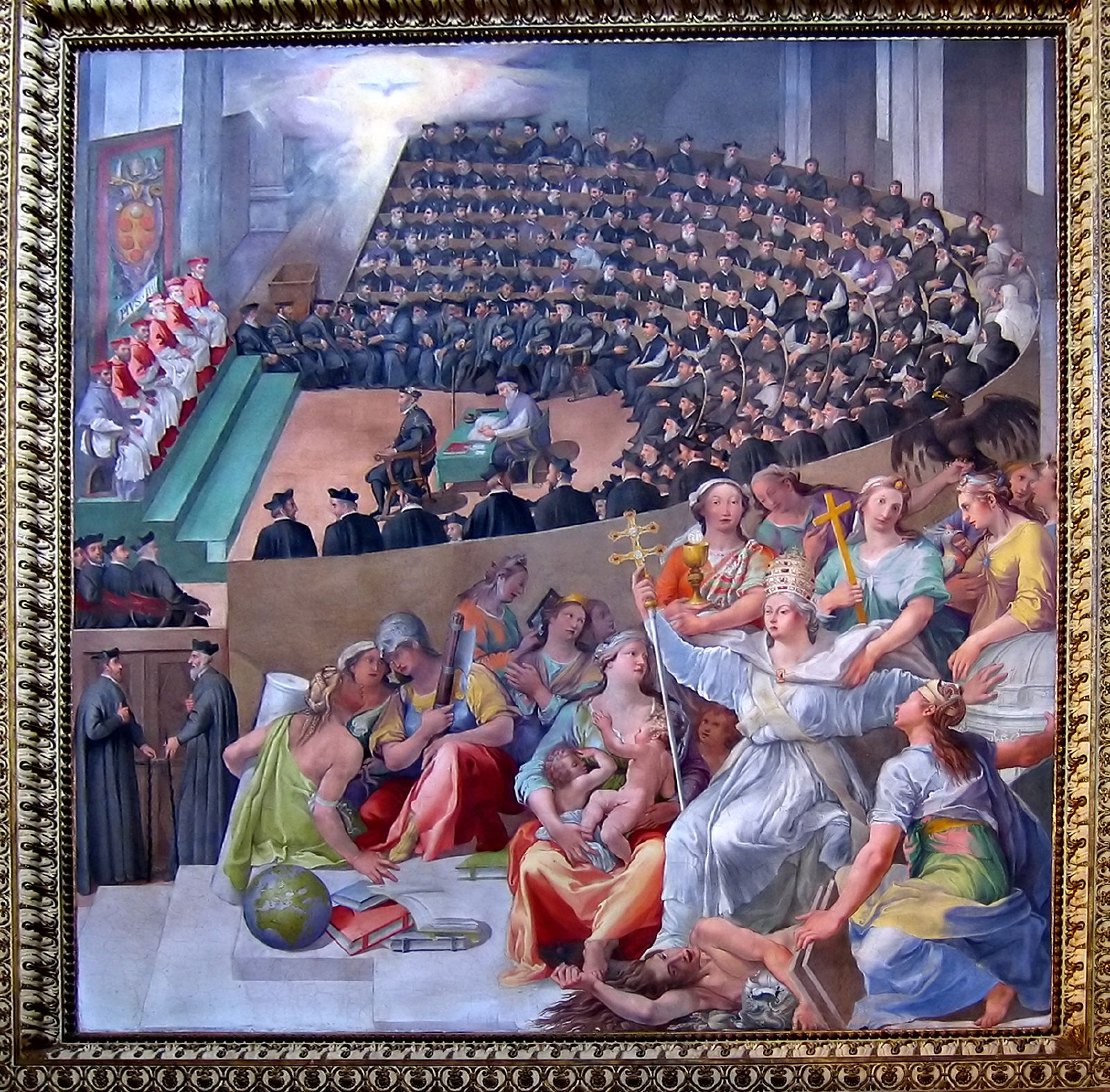
La Chiesa trionfante schiaccia l'eresia, sullo sfondo del Concilio di Trento (1588). Dipinto di Pasquale Cati

Il concilio non riuscì nel compito di ricomporre lo scisma protestante e di ripristinare l'unità della Chiesa, ma fornì una risposta dottrinale in ambito cattolico alle questioni sollevate da Lutero e dai riformatori. Venne fornita una dottrina organica e completa sui sacramenti e si specificò l'importanza della cooperazione umana e del libero arbitrio nel disegno di salvezza.
Rimasero irrisolte alcune importanti questioni nel campo della fede: non si trattò ad esempio in modo esaustivo il problema, sollevato dai protestanti, della natura e del ruolo del papato e del suo rapporto con l'episcopato (il quale sarà trattato dal Concilio Vaticano I); rimase anche in sospeso la questione del rapporto e della convivenza nella Chiesa tra aspetto istituzionale e misterico (per il quale bisognerà aspettare l'ecclesiologia del Concilio Vaticano II). Sul piano istituzionale, rimasero insolute inoltre le questioni dei privilegi e dei diritti attribuiti a sovrani e principi cattolici nell'intervenire nelle questioni interne alla Chiesa.
Dal punto di vista disciplinare, vennero affrontati problemi come la preminenza della cura pastorale (cura animarum, cura delle anime) nell'operato del vescovo o la riforma della vita religiosa. Fu dato grande impulso alle diocesi imponendo ai vescovi la presenza nelle loro sedi, la celebrazione dei sinodi e le visite pastorali e prevedendo in ogni diocesi l'istituzione di un seminario.
Lo storico contemporaneo Hubert Jedin sintetizzò così gli esiti del concilio:
(E. Iserloh - J. Glazik - H. Jedin,)

## Conseguenze e risultati del Concilio

### Controriforma

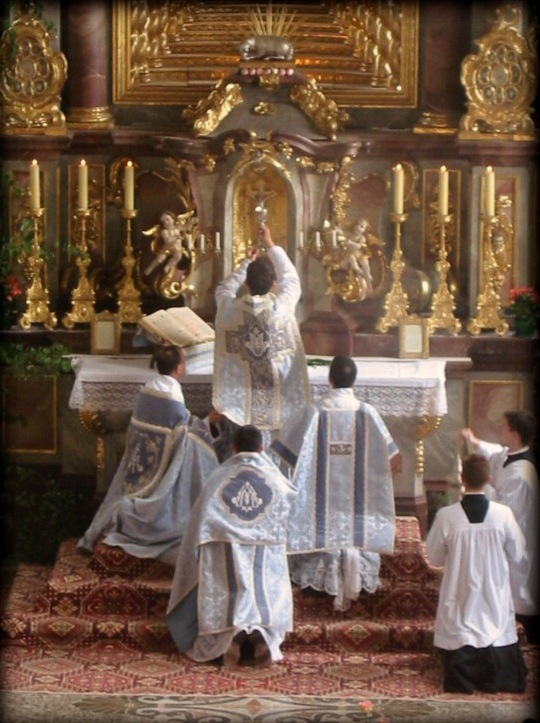
Messa celebrata secondo il rito tridentino

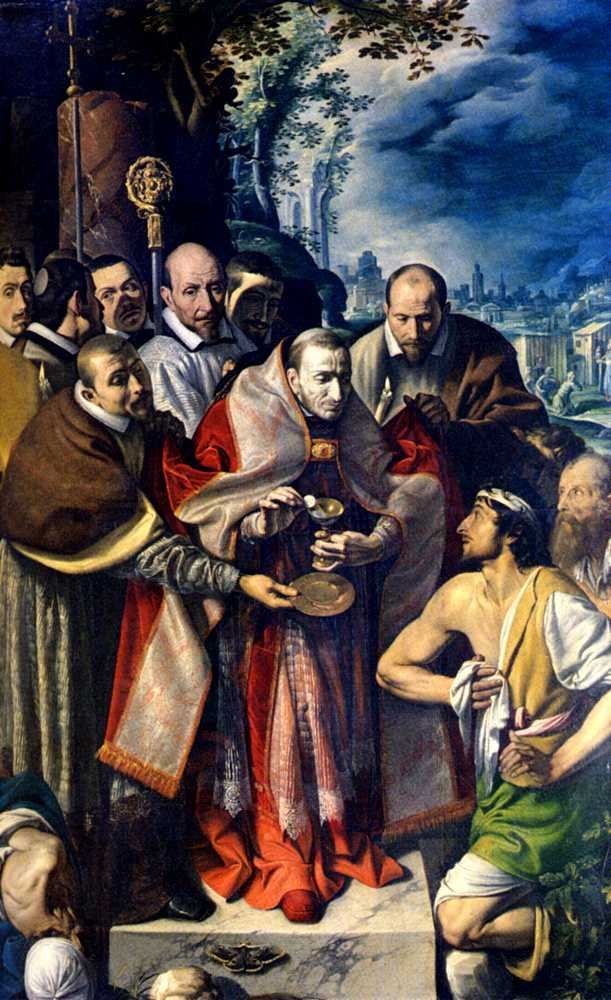
San Carlo Borromeo comunica gli appestati, in un dipinto del 1616

La controriforma, come viene indicato il concilio in ambito storiografico, e più raramente, riforma cattolica, segnò la risposta al protestantesimo nel XVI secolo. Furono in particolare i pontefici successivi al concilio ad attuare e portare a compimento il processo di riorganizzazione della Chiesa. Il primo di essi è papa Pio V, eletto nel 1566, che promulgò il Catechismo Romano (pensato come strumento per i parroci e i predicatori). A lui si deve anche la revisione del breviario e del messale, con la conseguente uniformità della liturgia nella chiesa occidentale e l'adozione universale del rito romano nella sua forma tridentina (adottata con poche variazioni fino al Concilio Vaticano II e poi derubricata a forma extraordinaria del rito romano); vennero aboliti molti riti locali e particolari, con l'eccezione del rito ambrosiano per l'arcidiocesi di Milano e di pochi altri riti.
Nel 1571 Pio V istituì inoltre la Congregazione dell'Indice, con il compito di mantenere aggiornato l'Indice dei libri proibiti e la facoltà di effettuare speciali dispense. Papa Gregorio XIII, eletto nel 1572, diede notevole impulso al processo di accentramento di potere nelle mani del papato, sviluppando la nunziatura apostolica (la missione diplomatica dipendente direttamente dal papa e non dalla Chiesa locale) e promuovendo l'erezione in Roma di seminari e collegi per stranieri. Il successore, papa Sisto V, stabilì per i vescovi l'obbligo della visita ad limina per relazionare al pontefice la situazione delle proprie diocesi e riorganizzò la curia romana, istituendo quindici congregazioni al servizio del papa.
Un grande attuatore della riforma cattolica fu Carlo Borromeo, figura dominante del terzo periodo conciliare, arcivescovo di Milano dal 1565 e principale curatore del catechismo tridentino. Borromeo mise al centro della sua attività la cura pastorale ponendo in secondo piano il ruolo di potere del vescovo e fondò il primo seminario di Milano. Fu molto presente nelle visite pastorali e nella stesura di norme importanti per il rinnovamento dei costumi ecclesiastici.
Dalla fine del XVI secolo il processo riformatore rallentò e assunse una direzione conservatrice. Molti decreti conciliari restarono disattesi e nella vita ecclesiale si arrivò a far prevalere gli aspetti giuridico-istituzionali rispetto a quelli sociali e legati al ruolo dei laici.

### Arte della Controriforma

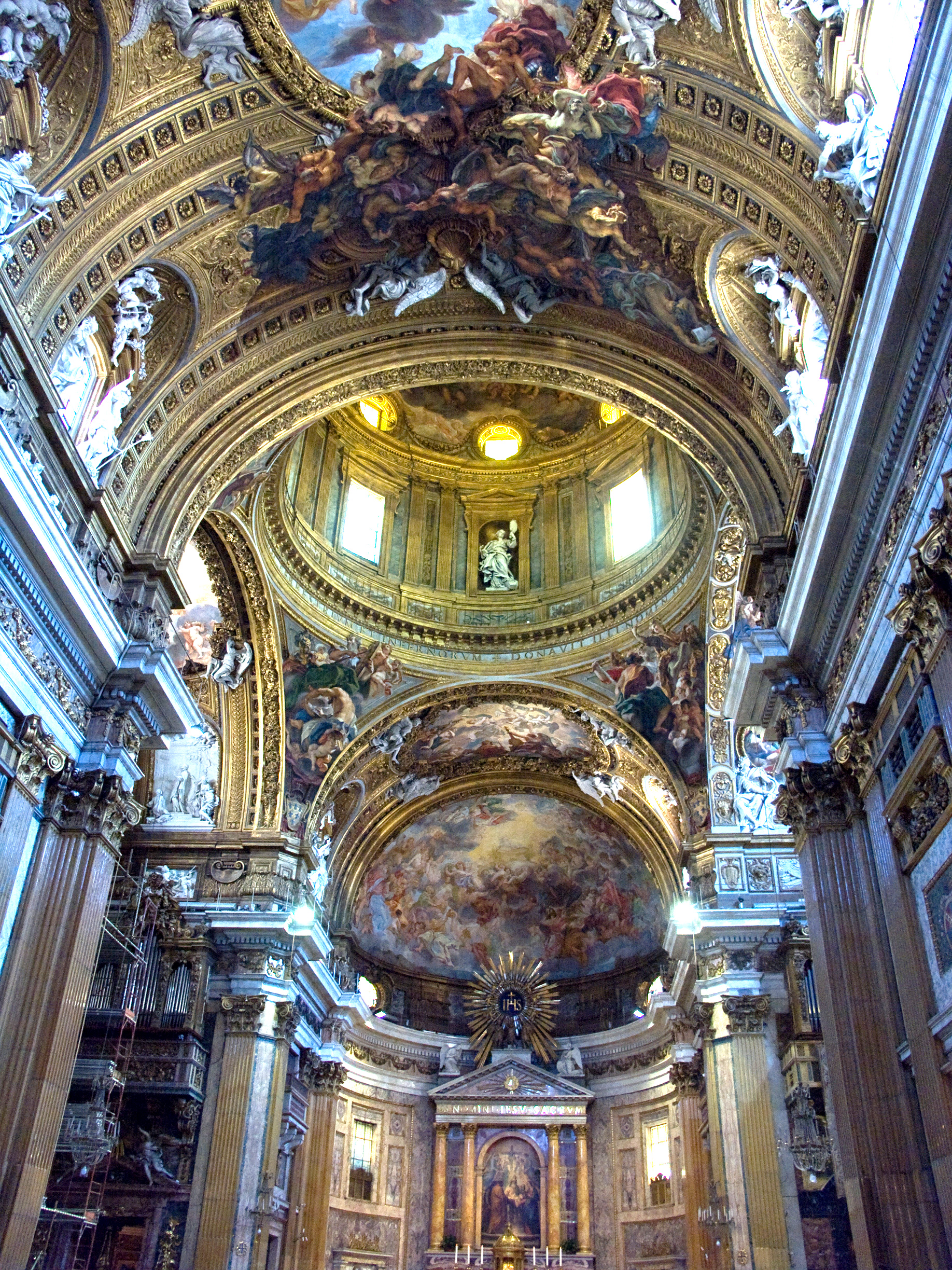
Interno della chiesa del Gesù a Roma, considerata il simbolo dell'arte della Controriforma

L'arte della Controriforma, che fu una conseguenza del concilio, influenzò l'intera Europa a partire dalla seconda metà del XVI secolo. I princìpi generali sulla liceità dell'uso delle immagini furono rivisti e subito dopo il concilio la tendenza alla magnificenza del manierismo e alcune licenze formali vennero abbandonate, almeno in campo religioso.
Seguì il periodo del Barocco, che superò questa fase e portò al recupero del rinnovato potere ecclesiastico.
La Controriforma comportò anche un certo rigore nell'organizzazione degli allestimenti interni delle chiese. Ad esempio, per ciò che riguarda il posizionamento delle varie cappelle, le prescrizioni di Carlo Borromeo raccomandavano di disporre qualsiasi cappella intitolata alla Crocefissione in un'area laterale sinistra, in posizione simmetrica rispetto a un'altra cappella dedicata alla Madonna. Inoltre, in presenza di fonte battesimale, lo stesso si sarebbe dovuto collocare a sinistra, preferibilmente in un'apposita cappella da realizzare il più vicino possibile all'ingresso principale della chiesa.

### Influenza sulla musica
Il concilio ebbe un notevole influsso anche sulla musica, nella fattispecie sul canto gregoriano. Si cercò di riportarlo alla purezza originale, eliminando ogni artificio aggiunto nel corso dei secoli. Vennero così aboliti i tropi e quasi tutte le sequenze; venne inoltre eliminata ogni traccia di musica profana, come ogni cantus firmus non ricavato dal gregoriano. Anche qui da segnalare l'eccezione (come per il resto della liturgia) per il canto ambrosiano, nell'arcidiocesi di Milano.
Si affidò infine a Giovanni Pierluigi da Palestrina e a Annibale Zoilo il compito di redigere una nuova edizione della musica liturgica che rispettasse le decisioni del Concilio. Tuttavia la musica che accompagnava le cerimonie religiose non fu mai limitata al solo gregoriano o ambrosiano. Molti tra i maggiori compositori come Monteverdi, Händel, Bach, Vivaldi, Charpentier, Cherubini, Haydn, Mozart, Verdi, Rossini scrissero messe, vespri, salmi, inni e altro, nello stile della propria epoca, e tutti questi vennero eseguiti regolarmente sia come musica liturgica sia in forma di semplice concerto.

### Dichiarazione congiunta sulla dottrina della giustificazione
Le scomuniche ai luterani furono revocate con la Dichiarazione congiunta sulla dottrina della giustificazione.

## Giudizi critici sul concilio

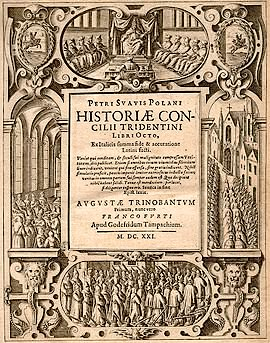
Frontespizio dell'opera Istoria del Concilio tridentino di Paolo Sarpi

Sull'assise conciliare non mancarono, già tra i contemporanei, i giudizi critici, non soltanto tra le file dei protestanti. In ambito cattolico, ad esempio, particolarmente esplicita fu la valutazione espressa da Paolo Sarpi, teologo ed erudito appartenente all'Ordine dei Servi di Maria, nonché influente consigliere della Repubblica di Venezia in occasione della complessa questione dell'interdetto (1604-1607). Nella sua Istoria del Concilio Tridentino, Sarpi affermò che il Tridentino ebbe effetti opposti rispetto a quelli auspicati da quanti ne caldeggiarono la convocazione, fallendo nel tentativo di ricomposizione dello scisma protestante e favorendo un'ulteriore centralizzazione della Chiesa cattolica attorno al papato e alla curia romana, che videro enormemente rafforzato il proprio potere a discapito dell'autorità dei vescovi:
Sul concilio si dibatté a lungo anche nei secoli successivi, come testimonia l'abbondante letteratura controversistica sul tema. Nell'Ottocento, inoltre, la questione si spostò su un terreno più propriamente storiografico, quando si definirono in modo compiuto due tesi, tra di loro contrapposte, ma entrambe destinate a una duratura fortuna e a un ampio seguito, soprattutto in ragione del prestigio degli studiosi che le formularono: Leopold von Ranke e Ludwig von Pastor. Il primo sosteneva che vi furono vari movimenti di riforma fin dal XV secolo, e che questo Concilio ebbe il ruolo di una restaurazione contro i tentativi che andavano in tale direzione, uno dei quali si realizzò nella riforma protestante; il secondo sosteneva che il protestantesimo fu una rivoluzione e che il Concilio di Trento rappresentò la vera riforma. La differente valutazione espressa sui due movimenti e la questione terminologica ad essa collegata (riforma protestante e controriforma cattolica oppure rivoluzione protestante e riforma cattolica) ha avuto degli echi fino al giorno d'oggi, sebbene non siano mancati, soprattutto in ambito anglosassone, tentativi interpretativi miranti al superamento di questa impostazione generale della querelle.
Gran parte dei pensatori agnostici o anticlericali italiani dell'Otto-Novecento (Croce, Gentile, De Sanctis e altri) fu molto critica nei confronti della stagione della vita religiosa, sociale e politica apertasi con il Concilio, valutata come un'epoca di decadenza dell'arte e dei costumi, effetto di un clima di "chiusura" mentale in netta controtendenza con l'"apertura" della fase rinascimentale.

## Fonti storiche sul concilio di Trento

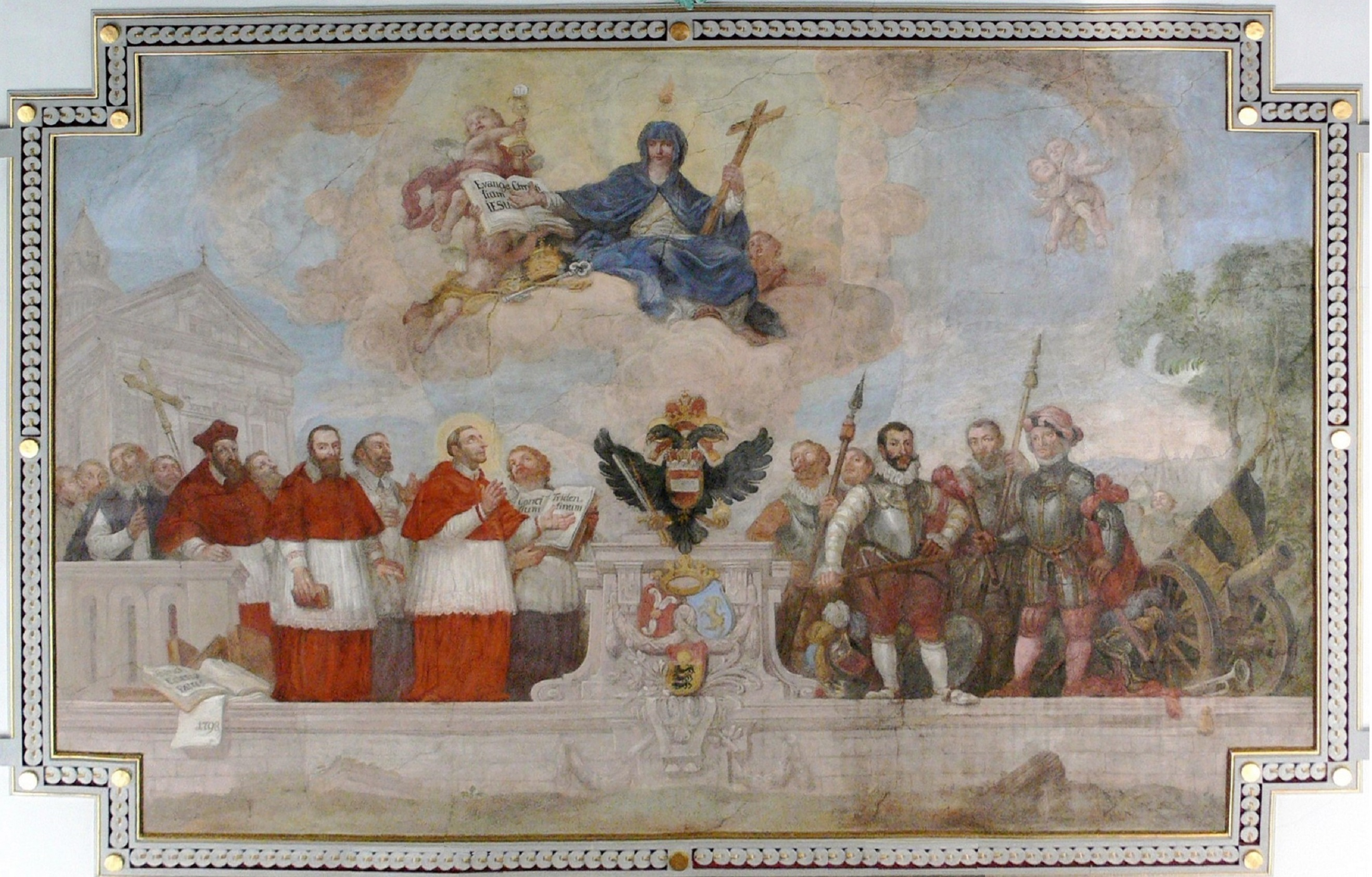
Allegoria del concilio di Trento - Affresco di Andreas Brugger, 1798. Hohenems, Vorarlberg: Chiesa parrocchiale di San Carlo Borromeo.

Le fonti storiche riferite agli anni precisi del Concilio, sia nei testi sia nell'iconografia sono rare. Molte fonti bibliografiche e documentali sono successive anche di secoli e nelle fonti iconografiche spesso sono evidenti le influenze di alcune opere realizzate dopo molti anni, come ad esempio la raccolta presente nel Museo diocesano tridentino. Tutta la documentazione originale, racchiusa in un diario di sette volumi, oggi si trova a Roma, nella Santa Sede, nell'Archivio apostolico vaticano. Tale diario fu redatto dal vescovo Angelo Massarelli, il segretario del Concilio.

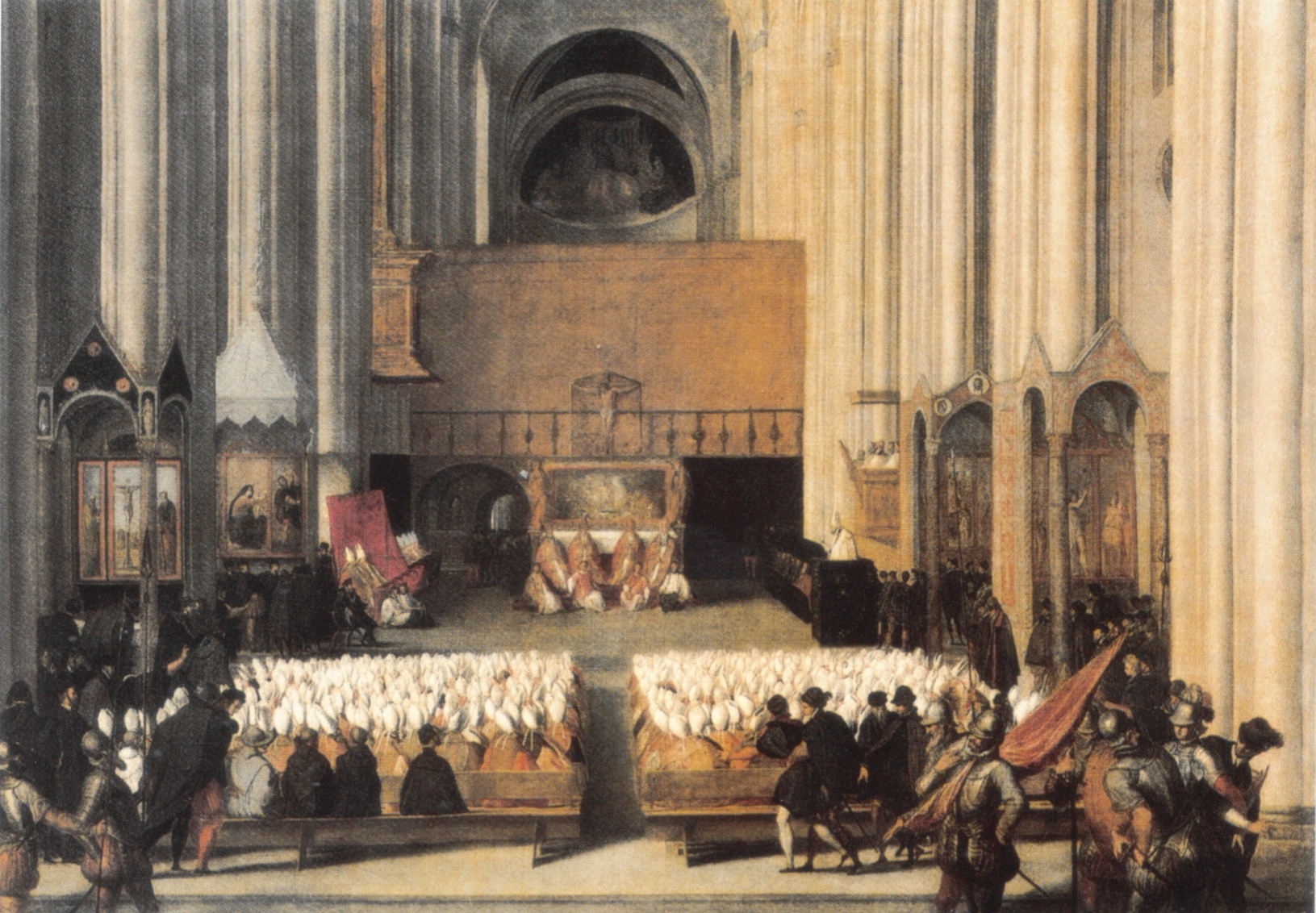
Sessione solenne del concilio di Trento tenuta nella cattedrale di San Vigilio nel luglio del 1563

Il dipinto della sessione solenne del Concilio di Trento (di Tiziano Vecellio) tenuta nella Cattedrale di San Vigilio nel luglio del 1563 è interessante per due motivi principali. Prima di tutto è una rarissima fonte originale e poi perché ritrae il probabile committente del dipinto, il vescovo di Parigi Eustache du Bellay (l'opera originale è al museo del Louvre mentre a Trento è presente solo una sua copia). Inoltre testimonia il fatto curioso che i vescovi, per il caldo della stagione estiva, avessero deciso di riunirsi nella navata centrale del duomo e non nell'aula conciliare, visibile sullo sfondo dietro il Cristo ligneo.
Il dipinto che ritrae la riunione in Santa Maria Maggiore è a sua volta interessante per le numerosissime personalità che vi sono raffigurate. I cardinali ambasciatori del Papa sulla sinistra e sotto i generali degli ordini religiosi. Al centro l'ambasciatore dell'imperatore e alla sua destra il segretario del Concilio. Di fronte, gli ambasciatori accreditati. In rosso cardinalizio spicca l'ambasciatore di Venezia, Nicolò Da Ponte. Alle loro spalle il relatore della riunione. Attorno, a semicerchio, i vescovi e i frati.

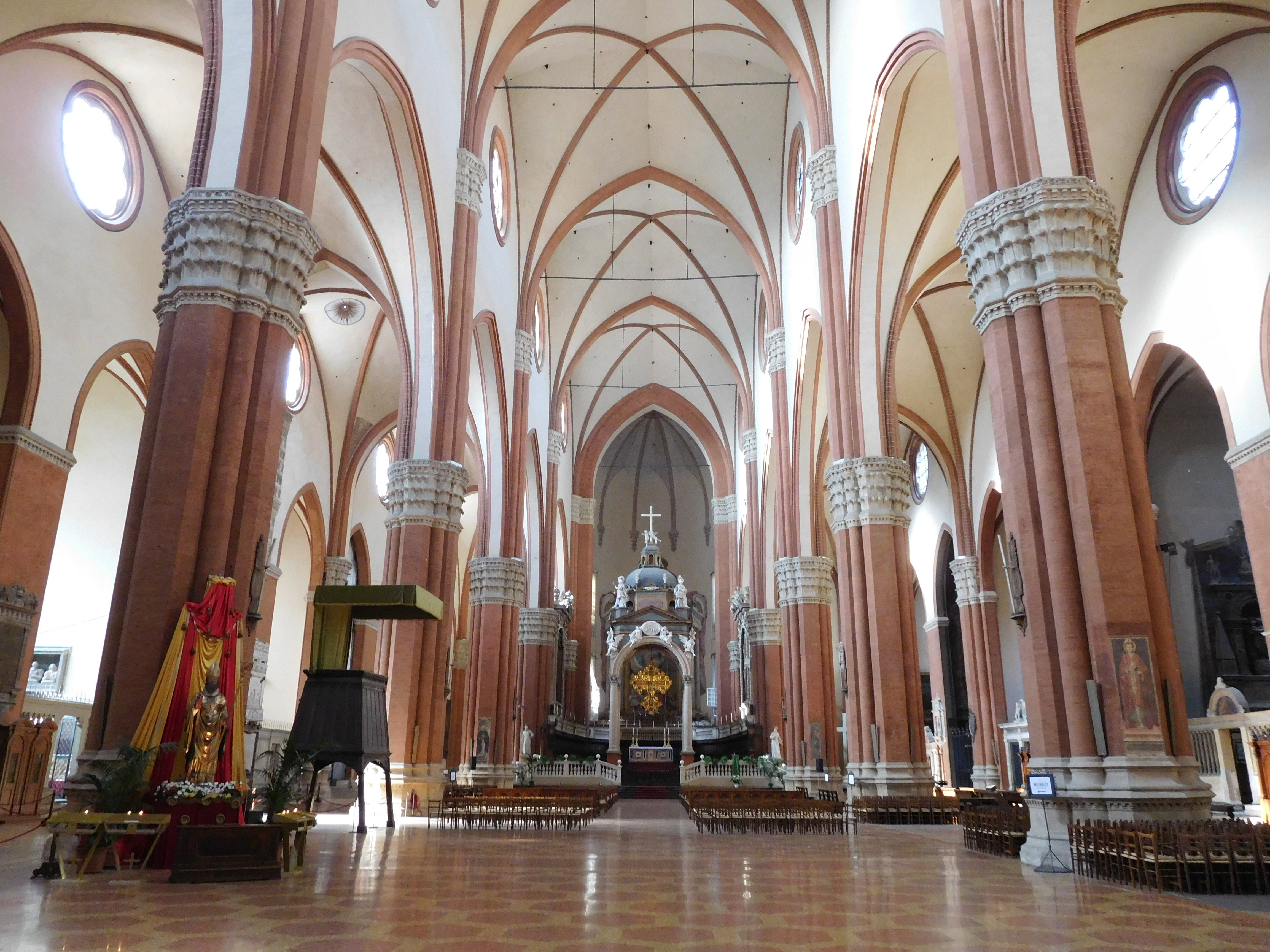
Navata centrale di San Petronio a Bologna

## Chiese conciliari
Le chiese dove si svolsero i lavori del concilio, a Trento, sono la cattedrale di San Vigilio e la chiesa di Santa Maria Maggiore. A Bologna è la basilica di San Petronio.
- In particolare nel duomo di Trento le sedute si tennero, con molte interruzioni, dal 13 dicembre 1545 al 4 dicembre 1563 ed in questa sede vennero promulgati tutti i decreti del concilio.
- Nella fase conciliare conclusiva a Trento, a partire dal 1562, i presenti ai lavori diventarono troppo numerosi (circa 200 tra vescovi ed altri prelati) e la chiesa di Santa Maria Maggiore, vicina fisicamente al duomo e di dimensioni adatte, si rivelò la soluzione migliore per ospitare tutti. Nell'unica navata venne sistemata una struttura in legno ad emiciclo che rese funzionale l'edificio sacro al compito richiesto.[14]
- Nel 1547 alcune sessioni conciliari vennero spostate a Bologna, nella basilica di San Petronio e in Palazzo Bevilacqua Ariosti. Forti tensioni tra Carlo V e il papa portarono tuttavia alla chiusura delle sessioni bolognesi dopo pochi mesi.[15]